# Krupjanka (vattendrag i Vitryssland)
Krupjanka (ryska: Крупянка) är ett vattendrag i Belarus.   Det ligger i voblasten Mahiljoŭs voblast, i den östra delen av landet, 300 km öster om huvudstaden Minsk.
I omgivningarna runt Krupjanka växer i huvudsak blandskog. Runt Krupjanka är det ganska glesbefolkat, med 21 invånare per kvadratkilometer.